# Ferdinand Simon Gaßner
Ferdinand Simon Gaßner (* 16. Januar 1798 in Wien; † 25. Februar 1851 in Karlsruhe) war ein Violinist, Komponist und Musikschriftsteller. Sein Vater war Simon Gaßner, der als Hoftheatermaler nach Karlsruhe kam.

## Leben
Graßner folgte seinen Vater nach Karlsruhe, erhielt dort guten Violinunterricht und besuchte das Gymnasium und sollte später auf die Universität. Er zeigte aber musikalisches Talent und erhielt eine künstlerische Ausbildung in Karlsruhe. Er wurde Akzessist in der großherzoglichen Hofkapelle und erregte mit seiner Operette „Der Schiffbruch“ Aufmerksamkeit. So förderten ihn Brandl, Danzi und Fesca.
Graßner spielte ab 1816 Violine am National-Theater in Mainz und wurde von Weber weiter gefördert. Er ging 1819 als Musikdirektor nach Gießen und promovierte dort. Sechs Jahre lang hielt er als Privatdozent Vorlesungen über Theorie und Geschichte der Musik; nebenbei war er weiter als Dirigent, Gesanglehrer und Komponist tätig. Außerdem gründete er Musikvereine und hatte Leitung großer Musikfeste auch in Marburg. Er kehrte als Mitglied der Hofkapelle 1826 nach Karlsruhe zurück und wurde 1830 Hofmusikdirektor, wirkte aber weiter als Violinist und Dirigent. Am 10. Juni 1848 erlitt er einen Schlaganfall und eine Hirnentzündung, was ihn Monate aufs Krankenlager warf. Am 25. Februar erlitt er einen weiteren Schlaganfall, der ihn stark schwächte. Er ging 1850 krankheitsbedingt in Pension und starb am 25. Februar 1851 nach einem weiteren Schlaganfall.
Er veröffentlichte außer mehreren Kompositionen eine Reihe von Schriften über Musik, darunter: Partiturkenntnis (Karlsruhe 1843, 2 Bde.) und ein Universallexikon der Tonkunst (Stuttgart 1847).
Gaßner war Freimaurer und als solcher u. a. erster Meister vom Stuhl der 1847 gegründeten Loge Leopold zur Treue in Karlsruhe.

## Werke
- Partiturkenntniss, ein Leitfaden zum Selbstunterricht für angehende Tonsetzer, Band 1, Band 2
- Universal-Lexikon der Tonkunst, Digitalisat
- Erinnerungsblätter an Salzburg zur Zeit der Enthüllungsfestlichkeiten des Mozartdenkmals im Sept. 1842, Digitalisat